# María Crucificada Costantini
María Crucificada de Jesús (Tarquinia, 18 de agosto de 1713-15 de noviembre de 1787), o según su nombre secular Faustina Geltrude Costantini, fue una religiosa italiana, cofundadora de las monjas pasionistas.

## Biografía
María Costantini nació en la localidad de Corneto, provincia de Viterbo (Italia), en el seno de una familia noble. Abrazó la vida religiosa, entrando en el monasterio benedictino de Santa Lucía en 1733. Allí profesó sus votos en 1734 bajo el nombre de sor María Cándida. Según sus biógrafos, se sintió desilusionada, a causa de la falta de austeridad del monasterio.
Siguiendo los pasos de su director espiritual, Pablo de la Cruz, fundador de la Congregación de la Pasión, María decidió colaborar con la fundación de la rama femenina del instituto. Así, se retiró de las benedictinas y, el 3 de mayo de 1771, con su nueva profesión dio inicio a las Monjas de la Congregación de la Pasión, más conocidas como monjas pasionistas. Desde entonces la religiosa fue conocida como María Crucificada de Jesús.
María Crucificada murió el 15 de noviembre de 1787. Fue proclamada venerable el 17 de noviembre de 1982, por el papa Juan Pablo II.